# Rîbalivka, Tokmak
Rîbalivka (în ucraineană Рибалівка, în germană Fischau) este un sat în comuna Dolîna din raionul Tokmak, regiunea Zaporijjea, Ucraina. Satul a fost locuit de germanii pontici.   

## Demografie
Componența lingvistică a localității Rîbalivka
     Ucraineană (78,84%)
     Rusă (21,16%)
Conform recensământului din 2001, majoritatea populației localității Rîbalivka era vorbitoare de ucraineană (78,84%), existând în minoritate și vorbitori de rusă (21,16%).